# Estación de Arroteia
La Estación Ferroviaria de Arroteia se encuentra en Leça do Balio, en Matosinhos, Portugal. Servía principalmente a los trabajadores de la unidad industrial de la EFACEC, instalada al lado de la futura estación.

## Servicios
Esta estación se encuentra, actualmente, como la totalidad de la Línea de Leixões cerrada al servicio comercial de pasajeros por tiempo indeterminado, debido al plan de austeridad en vigor en el país debido a la crisis económica, plan que determina el cierre de las líneas de trenes con menos utilidad.
- Datos: Q574763